# カルドーニョ
カルドーニョ（伊: Caldogno）は、イタリア共和国ヴェネト州ヴィチェンツァ県にある、人口約11,000人の基礎自治体（コムーネ）。

## 地理

### 位置・広がり

#### 隣接コムーネ
隣接するコムーネは以下の通り。
- コスタビッサーラ
- ドゥエヴィッレ
- イーゾラ・ヴィチェンティーナ
- ヴィチェンツァ
- ヴィッラヴェルラ

### 気候分類・地震分類
気候分類では、zona E, 2395 GGに分類される。
また、イタリアの地震リスク階級 (it) では、zona 2 (sismicità media) に分類される。

## 人物

### 著名な出身者
- ロベルト・バッジョ - サッカー選手。